# 莱驹
莱驹（？—？），莱氏，名驹，春秋时期晋襄公的车右。
前627年夏季四月十三日，晋军在崤山进攻秦军，莱驹担任晋襄公的车右。次日，晋襄公捆绑了秦国的俘虏，派莱驹用戈去杀他们。秦国的俘虏大声喊叫，莱驹失手把戈掉在地上，狼瞫拿起戈砍了俘虏的头，抓起莱驹追上了晋襄公的战车，晋襄公就让狼瞫担任车右。